# Blindside (album)
Blindside – debiutancki album grupy Blindside.

## Lista utworów

### Europa
1. "Daughter" – 2:25
2. "Liberty" – 3:15
3. "Nerve" – 2:48
4. "Superman" – 2:48
5. "Invert" – 3:09
6. "This Shoulder" – 3:17
7. "One Mind" – 4:19
8. "Sidewinder" – 4:25
9. "Never + Love Herren" – 6:17

### Ameryka
1. "Invert" – 3:06
2. "Born" – 3:28
3. "Empty Box" – 4:05
4. "Superman" – 2:43
5. "Nerve" – 2:45
6. "This Shoulder" – 3:15
7. "Replay" – 2:46
8. "One Mind" – 4:12
9. "Liberty" – 3:13
10. "Daughter" – 2:24
11. "Teddy Bear" – 4:27
12. "Never" – 4:26

### Japonia
1. "Daughter" – 2:25
2. "Liberty" – 3:15
3. "Nerve" – 2:48
4. "Superman" – 2:48
5. "Invert" – 3:09
6. "This Shoulder" – 3:17
7. "One Mind" – 4:19
8. "Sidewinder" – 4:25
9. "Never + Love Herren" – 6:17
10. "Empty Box" – 4:02
11. "Born" – 3:27
12. "Replay" – 2:45
13. "Teddybear" – 4:29
14. "Daughter (demo-version)" – 2:36